# Przemyśl (województwo wielkopolskie)
Przemyśl – wieś sołecka w Polsce, położona w województwie wielkopolskim, w powiecie międzychodzkim, w gminie Sieraków. Siedziba sołectwa Przemyśl, w skład sołectwa wchodzi Śrem.
W latach 1975–1998 wieś położona była w województwie poznańskim.

## Integralne części wsi
| SIMC    | Nazwa | Rodzaj     |
| ------- | ----- | ---------- |
| 0594494 | Śrem  | przysiółek |

## Historia
W okresie Wielkiego Księstwa Poznańskiego (1815-1848) miejscowość należała do wsi mniejszych w ówczesnym pruskim powiecie Międzyrzecz w rejencji poznańskiej. Przemyśl należał do okręgu sierakowskiego tego powiatu i stanowił część majątku Sieraków, którego właścicielem był wówczas rząd pruski w Berlinie. Według spisu urzędowego z 1837 roku wieś liczyła 54 mieszkańców, którzy zamieszkiwali 6 dymów (domostw).

## Demografia
Według danych Urzędu Gminy w Sierakowie, na dzień 1 października 2010 r. sołectwo Przemyśl zamieszkiwało 121 osób. Powierzchnia sołectwa wynosi 2,31 km², co daje średnią gęstość zaludnienia rzędu 52,4 os. na km² w 2010 r.
| rok     | 1970 | 1978 | 1998 | 1999 | 2009 | 2010 |
| ------- | ---- | ---- | ---- | ---- | ---- | ---- |
| ludność | 103  | 94   | 110  | 112  | 125  | 121  |

### Ludność w częściach sołectwa
| Rok  | Przemyśl | %   | Śrem | %   | Sołectwo |
| ---- | -------- | --- | ---- | --- | -------- |
| 1998 | 96       | 87% | 14   | 13% | 110      |
| 1999 | 99       | 88% | 13   | 12% | 112      |